# 주이 (가수)
주이(본명: 이주원, 1999년 8월 18일~)는 대한민국의 가수이다. 과거 걸 그룹 모모랜드의 일원이였으며, 리드 보컬과 리드 댄서, 서브 래퍼를 맡았다.

## 학력
- 다문초등학교 (졸업)
- 용문중학교 (졸업)
- 한림연예예술고등학교 실용음악과 (졸업)

## 출연 작품

### 방송
- Mnet 《SURVIVAL MOMOLAND를 찾아서》 (2016) - 참가자
- 네이버TV 《막 지르는 소녀들》 (2017) 2020
- SBS MTV 《더 쇼》 (2017~2018) - 고정 진행자
- KBS2 《연예가중계》 (2017) - 보조 MC
- MBC 《무한도전》 (2017) - 출연
- MBC 《황금어장 라디오스타》 (2017,2019) - 게스트
- tvN 《토크몬》 (2018) - 게스트
- MBC 《미스터리 음악쇼 복면가왕》 (2018) - 참가자 (난다~! 와다다다다다다다! 헬리콥터!)
- MBC 《뜻밖의 Q》 (2018)
- SBS MTV 《스쿨 어택 2018》 (2018) - 진행
- tvN 《짠내투어》 (2018) - 21~24회 게스트
- KBS2 《배틀트립》 (2018) - 115회 게스트
- KBS2 《삼청동 외할머니》 (2018) - 고정
- MBC 《진짜 사나이 300》 (2018) - 특수전학교 편 고정
- JTBC 《위대한 운동장 - SKY 머슬》 (2019) - 고정
- KBS2 《대국민 토크쇼 안녕하세요》 (2019) - 405회 게스트
- KBS2 《뮤직셔플쇼 더 히트》 (2019) - 7회, 8회 게스트
- KBS 조이 《무엇이든 물어보살》 (2019) - 5회 게스트
- tvN 《작업실》 (2019) - 진행
- tvN 《더 짠내투어》 (2019) - 79~82회 게스트
- SBS PIus 《나의 음악쌤,밍글라바》(2020)-고정출연

## 광고
- 트로피카나 스파클링 (2017)
- GS25 (2017)
- 구론산 바몬드 (2018)
- 맘스터치 with 윤쭈꾸 (2019)

## 수상 및 후보
| 연도 | 시상식           | 부문                       | 작품            | 결과 |
| ---- | ---------------- | -------------------------- | --------------- | ---- |
| 2018 | KBS 연예대상     | 버라이어티부문 여자 신인상 | 삼청동 외할머니 | 후보 |
| 2018 | MBC 방송연예대상 | 버라이어티부문 여자 신인상 | 진짜 사나이 300 | 후보 |